# شورجة إمام جمعة
شورجة إمام جمعة (بالفارسية: شورجه امام‌جمعه) هي منطقة سكنية تقع في قسم ورقه الريفي في إيران. يقدر عدد سكانها بـ 132 نسمة .